# イサ・バガヨゴ
イサ・バガヨゴ（Issa Bagayogo、1961年 - 2016年10月9日）は、マリ共和国の歌手、カマレ・ンゴニ（西アフリカで演奏される弦楽器）奏者。
アフリカのリズムに電子音楽を加えたそのスタイルから「テクノ・イサ」の異名を持つ。
長い闘病生活の末、2016年10月10日に亡くなった。

## ディスコグラフィ

### アルバム
- 『シヤ』 - Sya (1999年、Six Degrees)
- Timbuktu (2002年、Six Degrees)
- Tassoumakan (2004年、Six Degrees)
- 『マリ・クラ』 - Mali Koura (2008年、Six Degrees)